# Phare de Tjärven
Le phare de Tjärven (en suédois : Tjärvens fyr) est un phare situé sur l'îlot de Tjärven en mer d'Åland, appartenant à la commune de Norrtälje dans le Comté de Stockholm (Suède).

## Histoire
Tjärven est une petite île en Mer d'Åland située à environ 5 km au nord-ouest du phare de Söderarm, au nord de l'archipel de Söderarm. Le phare marque l'entrée de la voie navigable vers les ports de 
Kapellskär, Norrtälje et Stockholm.
Un amer existait sur l'île depuis le 19e siècle. La construction du phare a commencé en 1902 et a été achevée en 1903. L'architecture d'origine comprenait une galerie crénelée et une salle de lanterne à l'ancienne. Le bâtiment comprenait des chambres et un coin cuisine pour les gardiens du phare. La première lumière fonctionnait au kérosène. En 1952, le bâtiment a été rénové dans un style fonctionnaliste avec des briques Eternit. La lanterne a également été changée et une lampe électrique de 1.000 watts a remplacé la lampe au kérosène. L'administration maritime suédoise possède et a rénové le bâtiment en 2008 en installant l'énergie solaire.
De nombreuses mines russes, datant de la première guerre mondiale, se trouvent encore au fond de la mer à l'est du phare rendant l'ancrage ou la plongée dangereuse dans la région.

## Description
Le phare  est une tour cylindrique 13 mètres de haut, avec une galerie-terrasse et une grande lanterne, attachée à un bâtiment de 3 étages. L'ensemble du bâtiment est blanc, sauf le soubassement qui reste en pierre brute. Son feu à accultations émet, à une hauteur focale de 18 mètres, deux éclats blanc, rouge et vert selon différents secteurs toutes les 20 secondes. Sa portée nominale est de 17.5 milles nautiques (environ 32 km).
Identifiant : ARLHS : SWE-393 ; SV-2600 - Amirauté : C6386 - NGA : 9576 .

## Caractéristique dufeu maritime
Fréquence : 15 secondes (W)
- Lumière : 2 secondes
- Obscurité : 13 secondes

|         |
| Tjärven |

### Lien connexe
- Liste des phares de Suède